# Osse-en-Aspe
Osse-en-Aspe (Òussa in dialetto guascone) è un comune francese di 337 abitanti situato nel dipartimento dei Pirenei Atlantici nella regione della Nuova Aquitania.
Appartenente alla valle d'Aspe, il comune è attraversato dalla gave d'Aspe, affluente della gave d'Oloron.

## Comuni limitrofi
- Lourdios-Ichère e Sarrance a nord
- Arette ad ovest
- Lées-Athas a sud
- Bedous ad est.

## Società

### Evoluzione demografica
Abitanti censiti